# Sítná

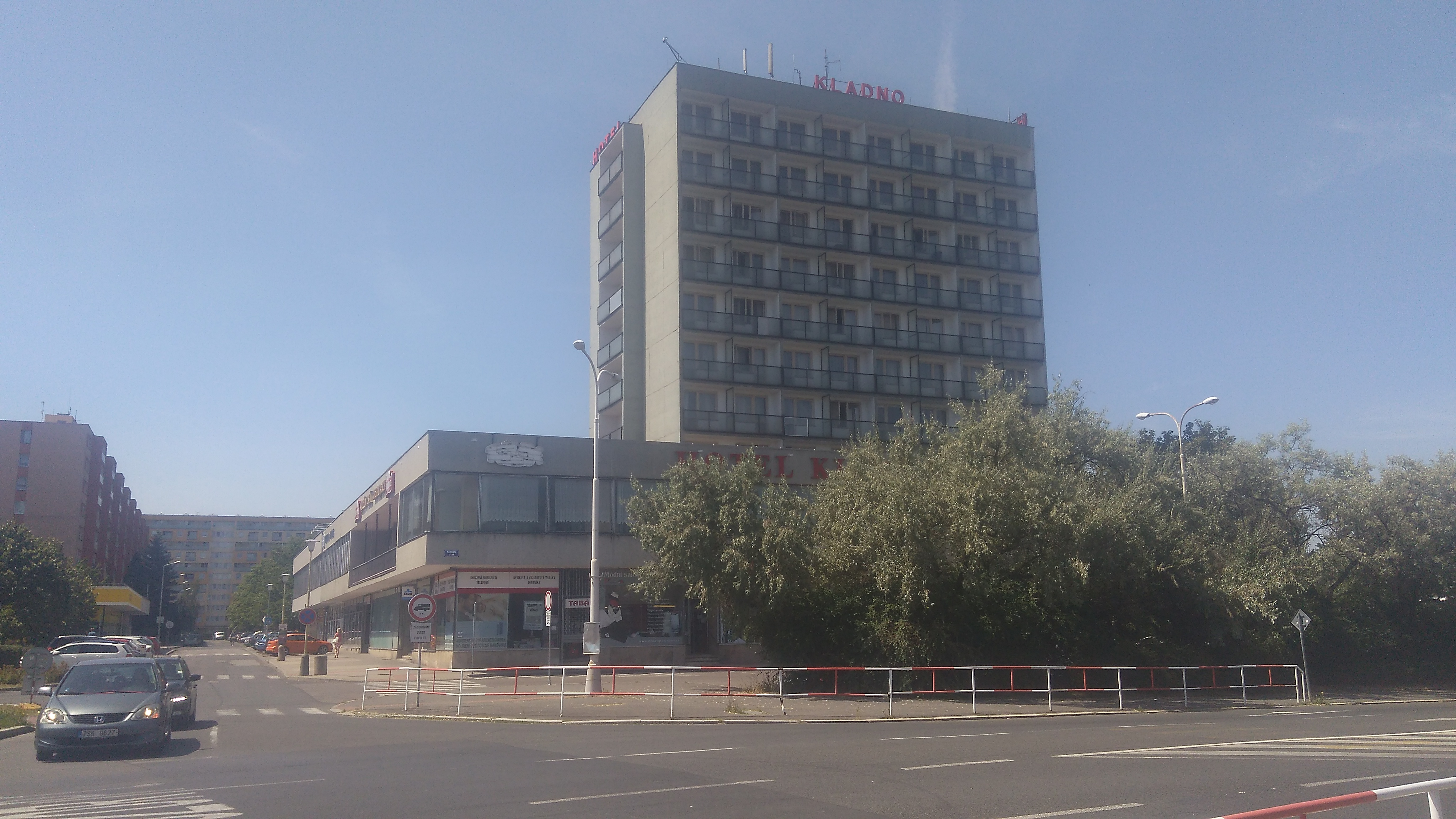
Hotel Kladno, v pozadí jeden z etážových domů

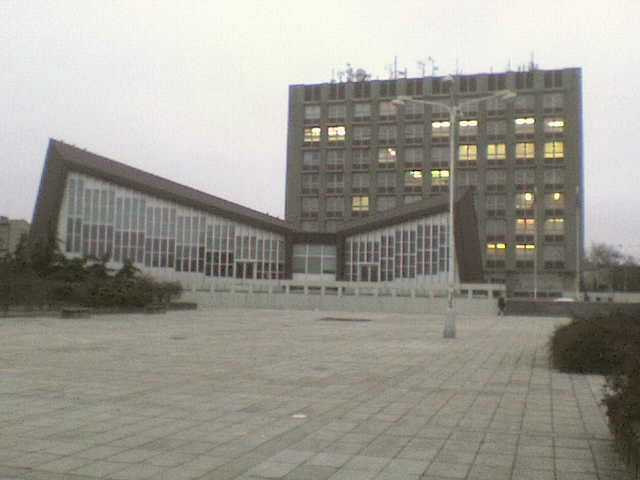
Výšková budova ČVUT a zasedací místnosti Magistrátu Kladno (nižší část budovy)

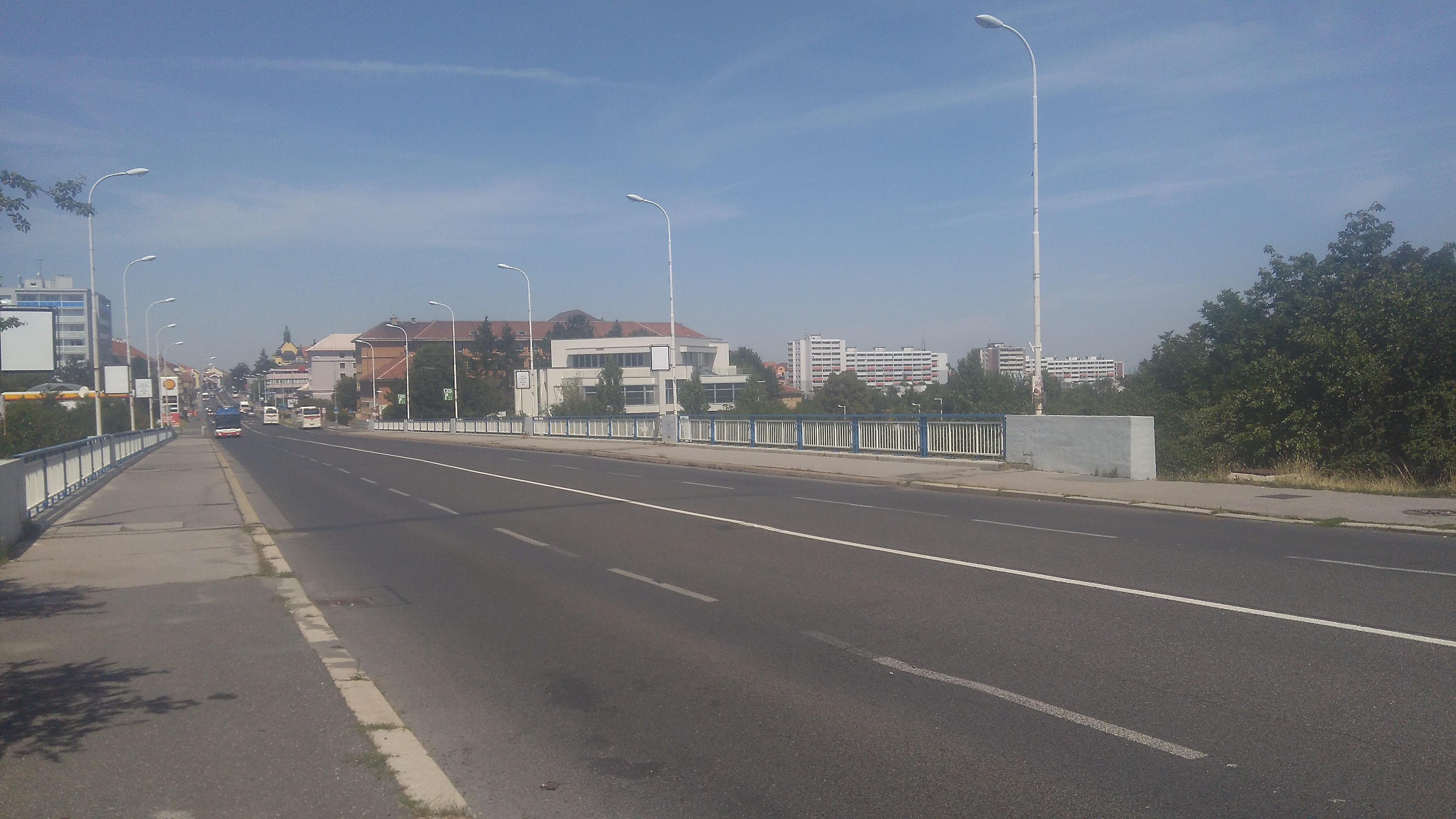
Most přes údolí Sítná, v pozadí vpravo budova bývalé galerie

Sídliště Kladno Sítná bylo postaveno koncem 60. a začátkem 70. let 20. století v tzv. šťastném období výstavby sídlišť.

## Původ názvu
Původ slova a názvu Sítná není zcela jasný. Kladenský historik Jaroslav Vykouk soudí, že mohlo vzniknout ze staroslovanského slova „sitno“, což byl výraz pro peklo. Sítenské údolí mohlo být v minulosti divokou roklí, vyvolávající v lidech představy o vstupu do pekla (Kladno bylo do nálezu uhlí v polovině 19. století pouhou vesnicí).
Kladenský historik a archivář Stanislav Krajník se domníval, že potok Sítná, protékající údolím, dostal název od bohatého porostu sítin, rostlin rostoucích na březích vod, u pramenišť, v mokřadech nebo na mokrých loukách.

## Sítenské údolí
Údolí zarostlé vinnou révou oddělovalo město Kladno od vsi Kročehlavy (v roce 1900 měly více než 10 000 obyvatel a byly největší vesnicí na území Čech a Moravy, v roce 1930 získaly statut města, následně byly připojeny ke Kladnu). 

### Most přes Sítenské údolí
Myšlenka přemostit údolí pochází z roku 1911; podstatně větší zájem na propojení mělo Kladno, protože vlakové nádraží (trať Praha–Chomutov) leželo na území Kročehlav a pro obyvatele Kladna bylo přístupné jen silnicí obcházející údolí západně obloukem (dnes ulice Železničářů). Projekt zpracoval kladenský architekt Emil Hrabě, ke stavbě však nedošlo především z finančních důvodů (Kročehlavy měly zaplatit za delší část mostu na svém území téměř čtyřikrát větší finanční částku než Kladno). Ve 20. letech se začalo na obou stranách údolí s navážkami, ale ke stavbě mostu znovu nedošlo. Most byl postaven až v roce 1963, dokončen a veřejnosti předán v roce 1966 (délka mostu 114 metru, výška 15 metrů).
Před stavbou mostu a výstavbou sídliště obyvatelé Kladna sítenské údolí využívali jako park (víceméně neupravovaný). Na části svahu údolí byl ovocný sad s prodejem ovoce přímo na místě. V zimních měsících děti na svazích údolí sáňkovaly.
Dnes je údolí upraveno jako jeden z městských parků s lavičkami pro odpočinek a dětskými hřišti.

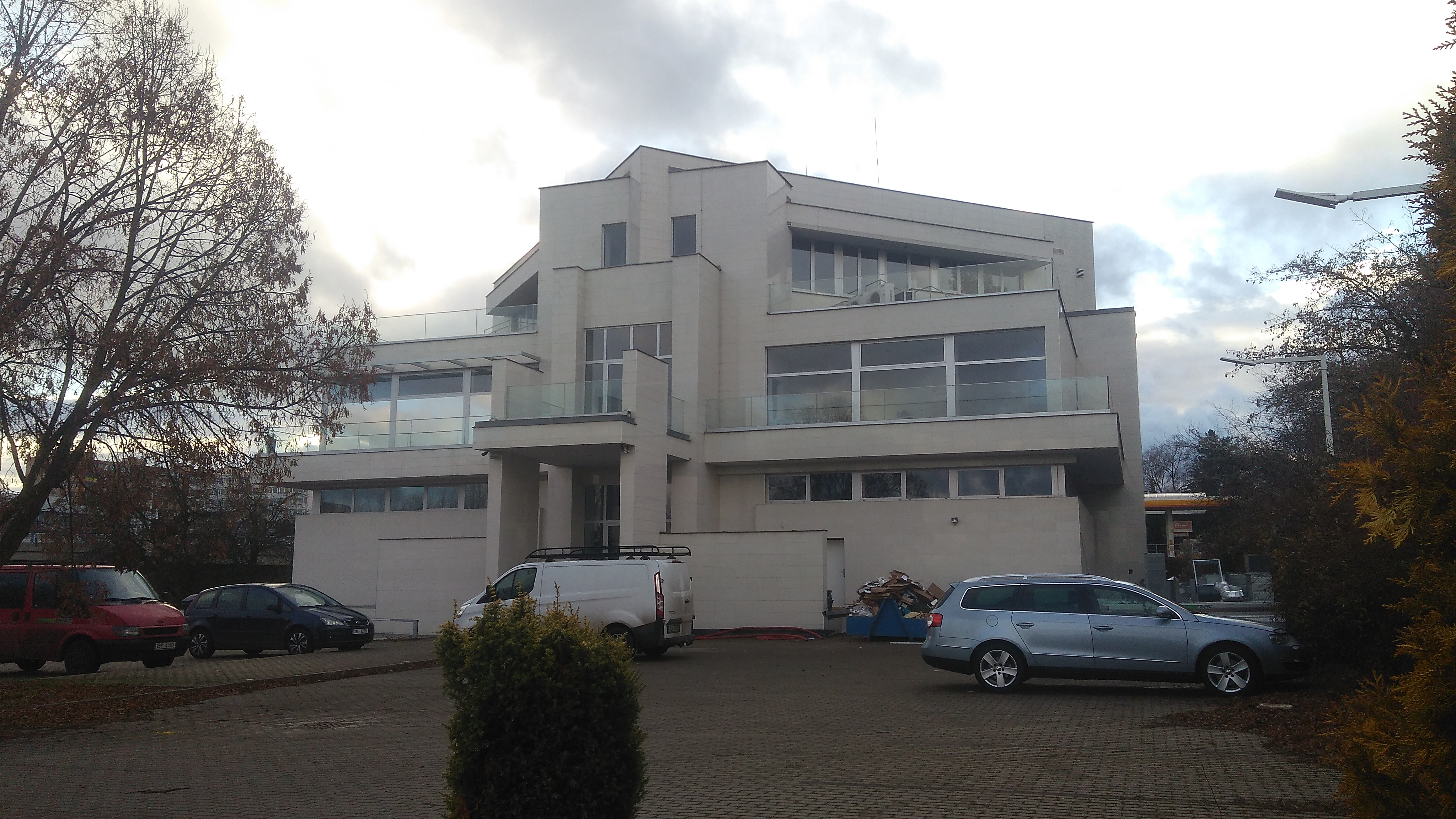
Bývalá Výtvarná galerie Karla Součka (pohled z údolí)

## Sídliště Sítná
Již na konci 50. let 20. století město Kladno vykoupilo sítenské pozemky obilných polí rozdělující "staré" Kladno od městské části Kročehlavy.
Výstavba sídliště Sítná byla zahájena po dostavbě mostu se záměrem vybudovat v těchto místech nový střed města (na spojnici rychle rostoucích částí Kročehlavy a Rozdělov), které by nahradilo historické centrum ve staré části města. Sítná se však novou centrální lokalitou nestala. 
V 60. letech 20. století začala vznikat kvalitní krásná či humanistická sídliště s občanskou vybaveností, u bytových staveb byl kladen důraz na kvalitu, hledaly se ideální modely bytových domů. Obvodový panel  typu T 08 B umožňoval volnější prolamování fasád a vybavování bytů lodžiemi. Urbanismus sídlišť této fáze je charakteristický rozvolněnou zástavbou s promyšlenou kompozicí a zdůrazněním centra dominantami. Sídliště byla doplněna výtvarnými díly.
Sídliště Sítná bylo vybudováno v této tzv. krásné/humanistické fázi. Investorem byl Krajský investorský útvar v Praze. Projekt sídliště zpracoval vedoucí týmu ing. arch. Václav Hilský společně s Otakarem Jurenkou a Jiřím Náhlíkem v letech 1961–1965, výstavba začala v roce 1965, celá realizace (Průmstav, n.p.) byla dokončena v roce 1987.
"Za mistrovské dílo Václava Hilského je však nutno považovat jeho práce pro Kladno. Po vypracování směrného územního plánu přistoupil se svými spolupracovníky Jiřím Náhlíkem a Otakarem Jurenkou v letech 1962–1977 k výstavbě Sítné s její esplanádou vyhlídkového náměstí, hotelem, obchody a kulturním domem. Sítná představuje jedno z nejzdařilejších nových sídel v ČR."

### Náměstí Sítná
Na Sítné bylo vyprojektováno ústřední velkoryse koncipované náměstí s veřejnými budovami – hotelem (funguje dosud, dnes nepříliš uspokojivý stav), Kulturním domem s kinem Hutník  (nevhodnými dodatečnými stavebními zásahy budova silně utrpěla) a reprezentativním sídlem Okresního výboru KSČ (dnes Fakulta biomedicínského inženýrství ČVUT).
V roce 2005 bylo provedena celková rekonstrukce Náměstí Sítná včetně parku.

#### Budova ČVUT (dříve okresní výbor Komunistické strany Československa)
Výšková budova bývalého okresního výboru Komunistické strany Československa byla dokončena v roce 1984. K budově byla připojena přízemní budova ve tvaru otevřené knihy se dvěma konferenčními sály (dnes zasedací místnosti Magistrátu Kladno), výšková část budovy je využívána ČVUT. 
Před budovou stála socha V.I. Lenina (sochař Miloš Axman), socha byla odstraněna v roce 1990 a náměstí bylo zpět přejmenováno na Náměstí Sítná.

#### Kulturní dům
Kulturní dům v době dokončení se dvěma velkokapacitními sály, rozlehlými foyery a schodišti byl vyzdoben plastikami Martina Reinera a Jana Hány. Balkón hlavního sálu zdobila několikametrová mozaika malíře Karla Součka. Interiér byl vyzdoben mj. rozměrnými fotografiemi Dagmar Hochové. Textilní výzdoba byla dílem prof. Aloise Fišárka, oponu a aplikovaný závěs navrhla Ivanka Slavíčková-Burzanovská a rozměrná osvětlovací tělesa sklářský výtvarník Stanislav Libenský. Zvláštním vchodem se vcházelo do velkokapacitního kina Hutník. Dnes část výtvarných děl byla vyměněna nebo zcela odstraněna (např. Součkova mozaika), v současném stavu místo menšího sálu a šaten byl zbudován supermarket Norma s novým zvláštním vchodem.

#### Hotel Kladno
Budova hotelu Kladno s monumentálním výhledem na horu Říp a část Českého středohoří a areál oceláren byla propojena s dvoupodlažním budovou služeb, odkud se v prvním patře mohlo po lávce projít do vedlejšího objektu. Obytný dům s dvoupodlažními byty na třetí straně náměstí měl v přízemí řadu obchodů s věcmi denní potřeby a pobočku knihovny. Nejrozlehlejší část přízemních prostor zabírala prodejna Mototechny (dnes Městská knihovna Kladno).

### Obytné domy
Samotné sídliště tvoří jedenáct šesti až osmipatrových panelových domů a dva šestipatrové domy s mezonetovými nebo etážovými byty, budova mateřské školy a sportovního gymnázia v ulicích Brněnská, Ostravská, Plzeňská a Ústecká. Mezonetové domy s třípokojovými byty o rozloze 70 m2  mají jeden vchod a uvnitř středová chodba prochází jen lichými patry domu, ze kterých se vstupuje do spodního patra bytu s kuchyní a obývacím pokojem s lodžií, vnitřním schodištěm v bytech se prochází do horního (sudého) patra bytu se dvěma ložnicemi (jedna s lodžií), koupelnou a WC. U typu těchto domů se architekt Hilský dal inspirovat etážovými byty Le Corbisiera. Hotel i některé obytné domy byly obloženy skleněnou mozaikou. V domech celého sídliště bylo 809 bytů, ve kterých mělo bydlit ca 3000 obyvatel.
Na protější straně ulice před náměstím byla postavena sídliště Sítná II a Sítná III.

## Budova bývalé Galerie výtvarného umění
Za mostem na úpatí sítenského údolí byla v letech 1982–1984 postavena Galerie výtvarného umění podle návrhu Jana Pische a Karla Netschera. Jednopatrová centrální budova s prosklenými stěnami byla v době dokončení nejmodernější galerijní stavbou v ČR. V přízemí se pořádaly krátkodobé výstavy, v prvním patře byla stálá výstava kladenského rodáka malíře Karla Součka a několik exponátů dalších kladenských rodáků – malíře Cyrila Boudy a sklářské výtvarnice Ludviky Smrčkové. Galerie byla uzavřena po roce 1990, o budovu s galerií projevilo zájem Ministerstvo kultury ČR, ale město ji v roce 2004 prodalo podnikateli Vladimíru Stehlíkovi (majitel Poldi Steel) a po jeho zkrachování budova naprosto zchátrala. V roce 2007 ji koupil a opravil podnikatel Ivan Záboj.

## Architektonické řešení
Sídliště Sítná je předmětem mnoha architektonických studií, jeho kvality byly vyzdviženy na výstavě Paneláci v Uměleckoprůmyslovém muzeu v Praze (2018).